# 莲河站
莲河站，位于中华人民共和国吉林省梅河口市，是四梅铁路上的火车站，建于1927年。2010年拆除。

## 业务办理
客运办理旅客乘降，不办理行李包裹托运业务。不办理货运业务。

## 外部連結
- 中国铁路客户服务中心 （页面存档备份，存于）